# Kostelecké bory
Kostelecké bory je přírodní rezervace v severní části chráněné krajinné oblasti Kokořínsko – Máchův kraj, v jižní části okresu Česká Lípa). Rezervace se nachází ve skalních a lesních komplexech kolem vrcholu Kostelec (434 metrů).

## Popis
Přírodní rezervace Kostelecké bory jsou tvořeny skalními hřbety asi dva kilometry severně od vesnice Tuhanec. Chráněné území měří Rozloha rezervace je 55,79 ha a nachází se v nadmořské výšce 340–420 metrů. V území se dochovaly stopy po lámání pískovce na výrobu mlýnských kamenů.

## Přírodní rezervace a památka
Rezervací byly Kostelecké bory vyhlášeny Správou CHKO Kokořínsko s účinností od 22. dubna 2003. Ochránci přírody zde chtějí vytvořit prales bez jakýchkoliv zásahů lidí, ponechaný samovolnému vývoji a každých 10 let zde provádět monitoring krajiny. Na skalách se zde vyskytují různé druhy lišejníků, vřesu, borovice lesní (Pinus sylvestris) nižšího vzrůstu, brusnice borůvka (Vaccinium myrtillus) a brusnice brusinka (Vaccinium vitis-idaea). Žijí zde vzácné druhy hmyzu.

## Přístup
Oblastí prochází několik vyznačených turistických tras. Rezervací prochází zelená trasa spojující vrch Čap s přírodní památkou Husa, po západním okraji rezervace, Kravím dolem, prochází modrá od Holan do Dubé. Nejbližší je železniční trať Lovosice – Česká Lípa. Nejbližší zastávka je v 7 km vzdálených Blíževedlech. Nejbližší silnice je zhruba 2,5 km vzdálená a vede po ní cyklotrasa 058.

## Galerie

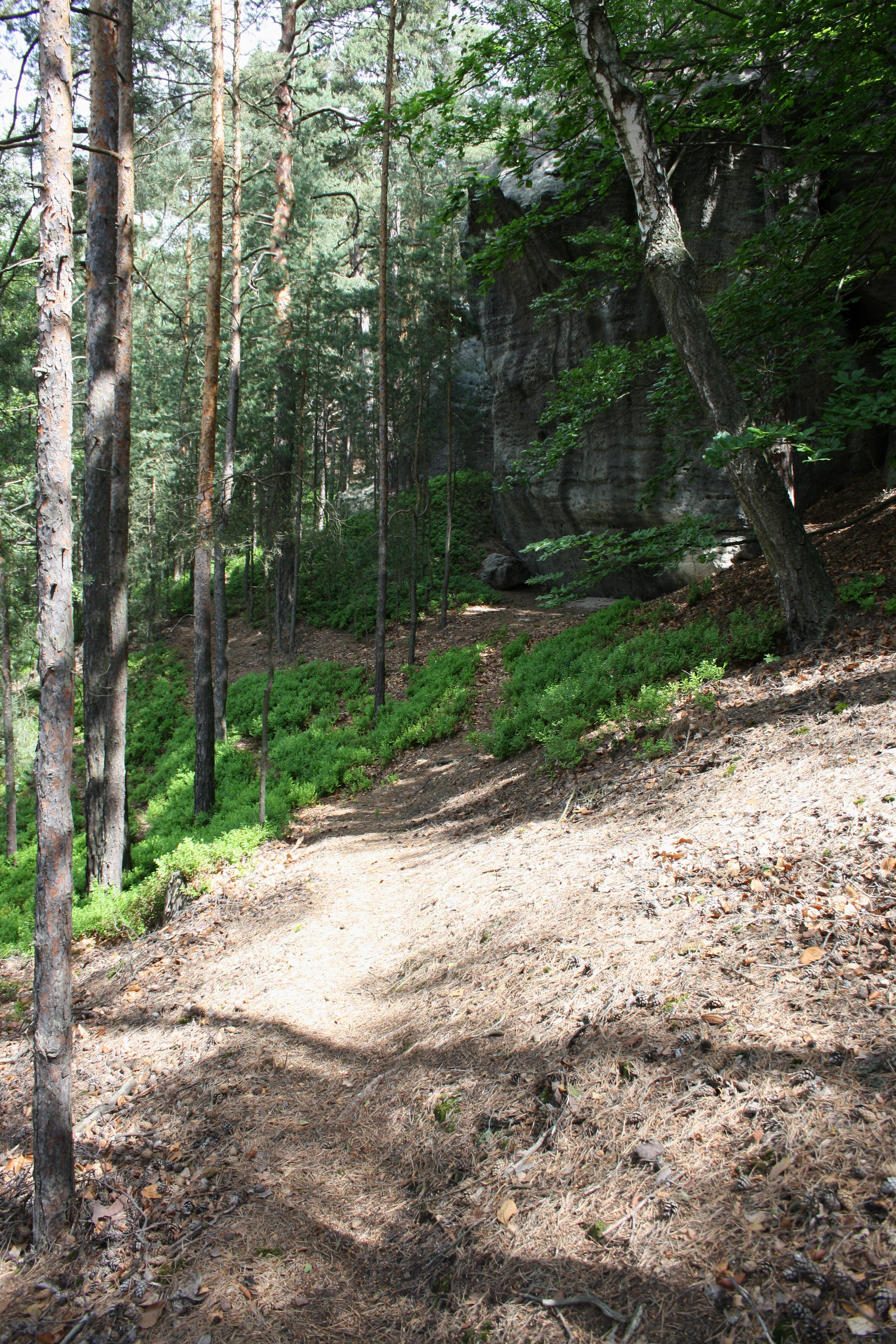
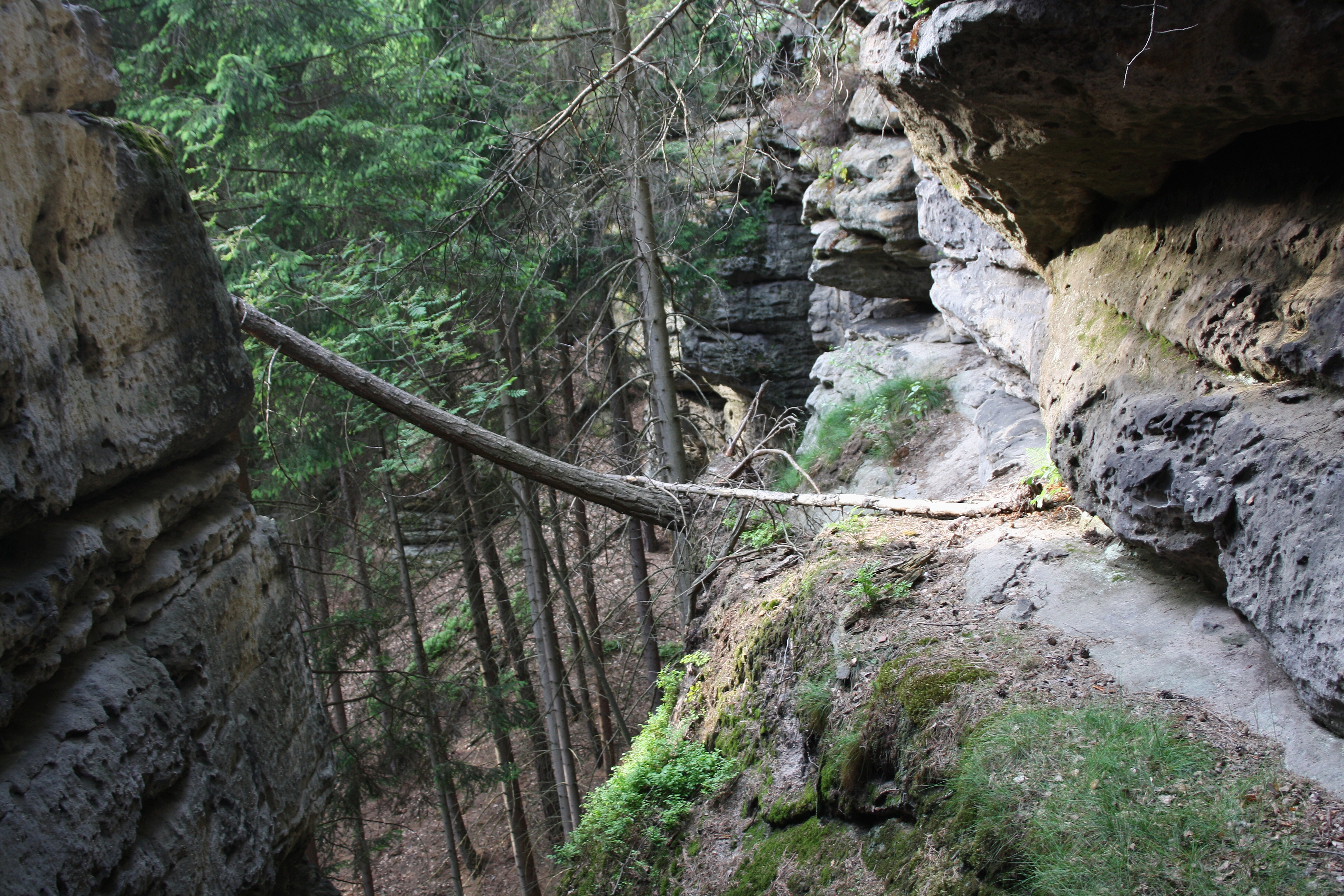
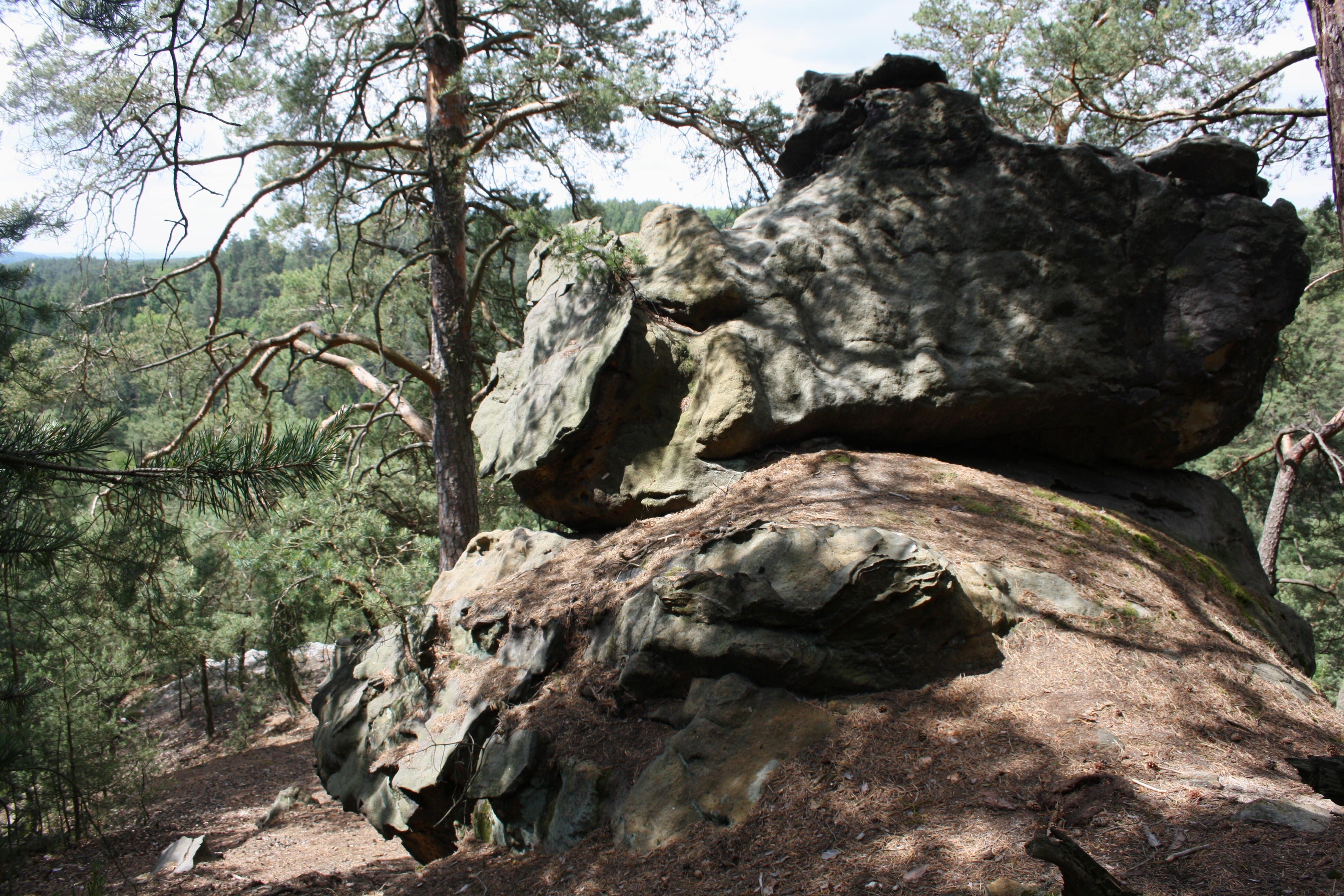
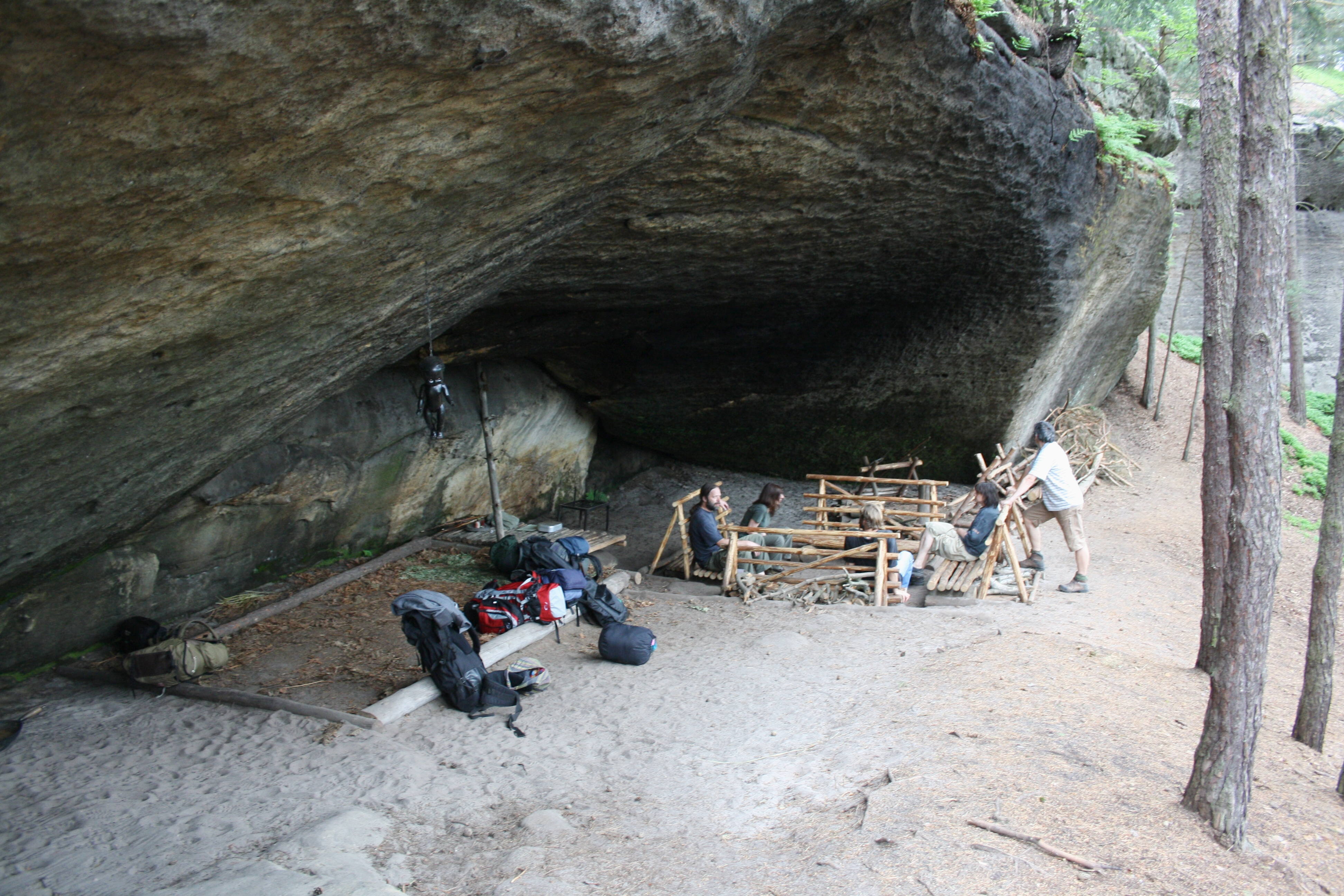